# 영도다리를 건너다
《영도다리를 건너다》는 2011년 2월 4일에 KBS 2TV에서 방영된 설 특집 드라마로, 당초 연출자로 내정됐던 PD가 갑작스럽게 일일극을 연출하게 되어 김진원 PD로 바뀌었됐다.

## 등장 인물

### 주요 인물
- 정은채 : 백설 역 (아역 김수현)
- 정진영 : 백인덕 역

### 그 외 인물
- 김동준 : 오지훈 역
- 방은희 : 오경옥 역
- 이호성 : 김선장 역
- 이연수 : 나혜수 역
- 이유준 : 담임선생님 역
- 최우석
- 이인철
- 유채목